# 有机硼酸

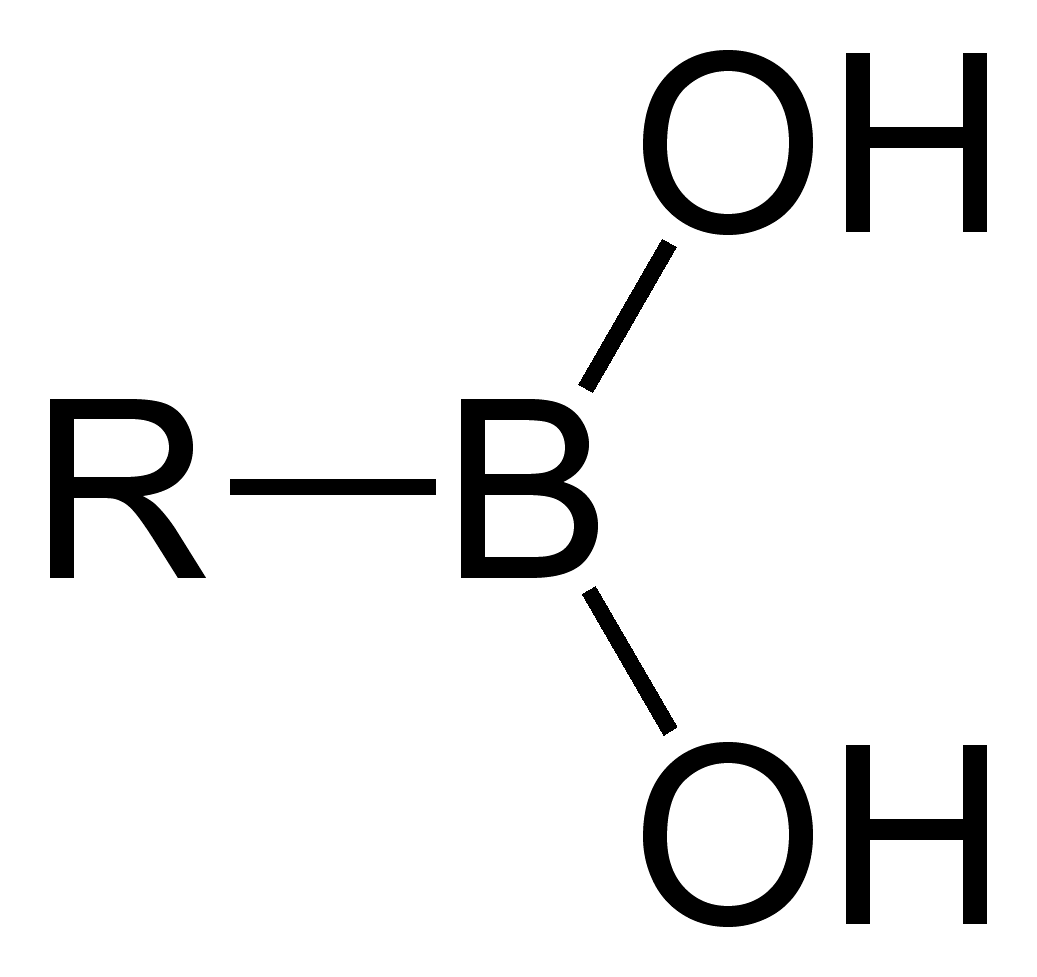
烃基硼酸的通式

有机硼酸是一类有机硼化合物，其通式为R-B(OH)2，也称烃基硼酸。它是硼酸（B(OH)3）的一个羟基被有机基团取代的产物。有机硼酸比它的无机酸母体（HB(OH)2）稳定，但是它仍可在酸性条件下水解，生成硼酸：
有机硼酸在有机合成中有重要的应用，例如铃木偶联反应等。